# Llit fluïditzat
La fluïdització és un procés pel qual un corrent ascendent de fluid (líquid, gas o ambdós) s'utilitza per suspendre partícules sòlides. Des d'un punt de vista macroscòpic, la fase sòlida (o fase dispersa) es comporta com un fluid, d'aquí l'origen del terme «fluïdització». El conjunt de partícules fluïditzades es denomina també llit fluïditzat.
En un llit de partícules amb flux ascendent, la circulació d'un gas o un líquid a baixa velocitat no produeix moviment de les partícules. El fluid circula pels buits del llit perdent pressió. Aquesta caiguda de pressió en un llit estacionari de sòlids ve donada per l'equació d'Ergun. Si s'augmenta progressivament la velocitat del fluid, augmenta la caiguda de pressió i la fricció sobre les partícules individuals. S'aconsegueix un punt en el qual les partícules no romanen per més temps estacionàries, sinó que comencen a moure's i queden suspeses en el fluid, és a dir, "fluïditzen" per l'acció del líquid o el gas. Els llits fluïditzats tenen varietat d'aplicacions, entre les quals es poden esmentar:
- Classificació mecànica de partícules segons la seva grandària, forma o densitat.
- Rentat o lixiviació de partícules sòlides.
- Cristal·lització.
- Adsorció i intercanvi iònic.
- Intercanviat de calor en llit fluïditzat.
- Reaccions catalítiques heterogènies (incloent la descomposició catalítica del petroli).
- Combustió de carbó en llit fluïditzat.
- Gasificació de carbó en llit fluïditzat.
- Bioreactors de llit fluïditzat.